# Магические числа (физика)
В ядерной физике маги́ческие чи́сла — натуральные числа, соответствующие количеству нуклонов в атомном ядре, при котором становится полностью заполненной какая-либо его оболочка. 

## Описание
Известно 7 магических чисел: 2, 8, 20, 28, 50, 82, 126 (последнее число — только для нейтронов). Атомные ядра, содержащие магическое число протонов и/или нейтронов, отличаются бо́льшей энергией связи, а потому и большей стабильностью, чем их близкие соседи в таблице нуклидов. Особой стабильностью характеризуются так называемые дважды магические ядра, в которых количества и протонов, и нейтронов составляют магические числа. В природе существуют следующие дважды магические ядра: 4
2He2
, 16
8O8
, 40
20Ca20
, 48
20Ca28
, 208
82Pb126
. Ещё несколько короткоживущих, отличающихся особой стабильностью, дважды магических нуклидов получены искусственно: 10
2He8
, 28
8O20
, 48
28Ni20
, 56
28Ni28
, 78
28Ni50
, 100
50Sn50
, 132
50Sn82
.
Необычная стабильность магических ядер позволяет предположить, что возможно создание трансурановых элементов, обладающих большим периодом полураспада, что не свойственно элементам с большой атомной массой. Тяжёлые изотопы с магическим числом нуклонов ожидается открыть в районе так называемого острова стабильности. Но поскольку по теоретическим расчетам ядра этих элементов, в отличие от уже известных магических ядер, несферичны, существует мнение, что последовательность именно сферических магических чисел является законченной.

## Новое магическое число
Японские физики-ядерщики в октябре 2013 года заявили о том, что обнаружили новое «магическое» число. Им стало число 34. Свои выводы физики сделали на основе результатов экспериментов с ускорителем частиц.